# Богатское (Алтайский край)
Богатское — посёлок в Хабарском районе Алтайского края России. Входит в состав Новоильинского сельсовета.

## История
Основан в 1735 году. В 1928 г. деревня Богатская состояла из 207 хозяйств, основное население — русские. Центр Богатского сельсовета Хабарского района Славгородского округа Сибирского края.

## Население
| 1997 | 1998 | 1999 | 2000 | 2001 | 2002 | 2003 |
| ---- | ---- | ---- | ---- | ---- | ---- | ---- |
| 378  | ↘356 | ↗369 | ↘331 | ↗340 | ↗354 | ↘324 |
| 2004 | 2005 | 2006 | 2007 | 2008 | 2009 | 2010 |
| ↘316 | ↘302 | ↘292 | →292 | ↘271 | ↘262 | ↘246 |
| 2011 | 2012 | 2013 |      |      |      |      |
| ↗247 | ↘240 | ↘235 |      |      |      |      |